# Acrocercops cordiella
Acrocercops cordiella là một loài bướm đêm thuộc họ Gracillariidae. Nó được tìm thấy ở Cuba.
Ấu trùng ăn Cordia alba. Chúng có thể ăn lá nơi chúng làm tổ.